# Afganistán en los Juegos Olímpicos de Moscú 1980
Afganistán estuvo representado en los Juegos Olímpicos de Moscú 1980 por un total de 11 deportistas masculinos que compitieron en 2 deportes.
El equipo olímpico afgano no obtuvo ninguna medalla en estos Juegos.